# جايسون بال
جايسون بال (بالإنجليزية: Jason Ball)‏ هو لاعب كرة قدم أمريكية أمريكي، ولد في 21 مارس 1979 في فاييتفيل في الولايات المتحدة.

## وصلات خارجية
- جايسون بال على موقع مرجع كرة القدم المحترفة.كوم (الإنجليزية)